# Saulty
Saulty est une commune française située dans le département du Pas-de-Calais en région Hauts-de-France.
La commune fait partie de la communauté de communes des Campagnes de l'Artois qui regroupe 96 communes et compte 33 141 habitants en 2021.

## Géographie

### Localisation
Localisée dans le sud-est du département du Pas-de-Calais, aux confins de l'Artois et aux portes des vallons du Doullennais, Saulty, limitrophe du département de la Somme, est une commune située, à vol d'oiseau, à 7 km au sud de la commune d'Avesnes-le-Comte et à 19 km au sud-ouest de la commune d’Arras (aire d'attraction, chef-lieu d'arrondissement et préfecture du Pas-de-Calais).
Le territoire de la commune est limitrophe de ceux de neuf communes, dont une, Lucheux, dans le département de la Somme.
Les communes limitrophes sont Barly, Bavincourt, Coullemont, Couturelle, Gaudiempré, La Herlière, Sombrin, Warlincourt-lès-Pas et Lucheux.

### Hydrographie
Le territoire de la commune est situé dans le bassin Artois-Picardie.
La commune est traversée par la Quilliene, un cours d'eau de 11,88 km, qui prend sa source dans la commune et se jette dans l'Authie au niveau de la commune de Thièvres dans le département de la Somme.

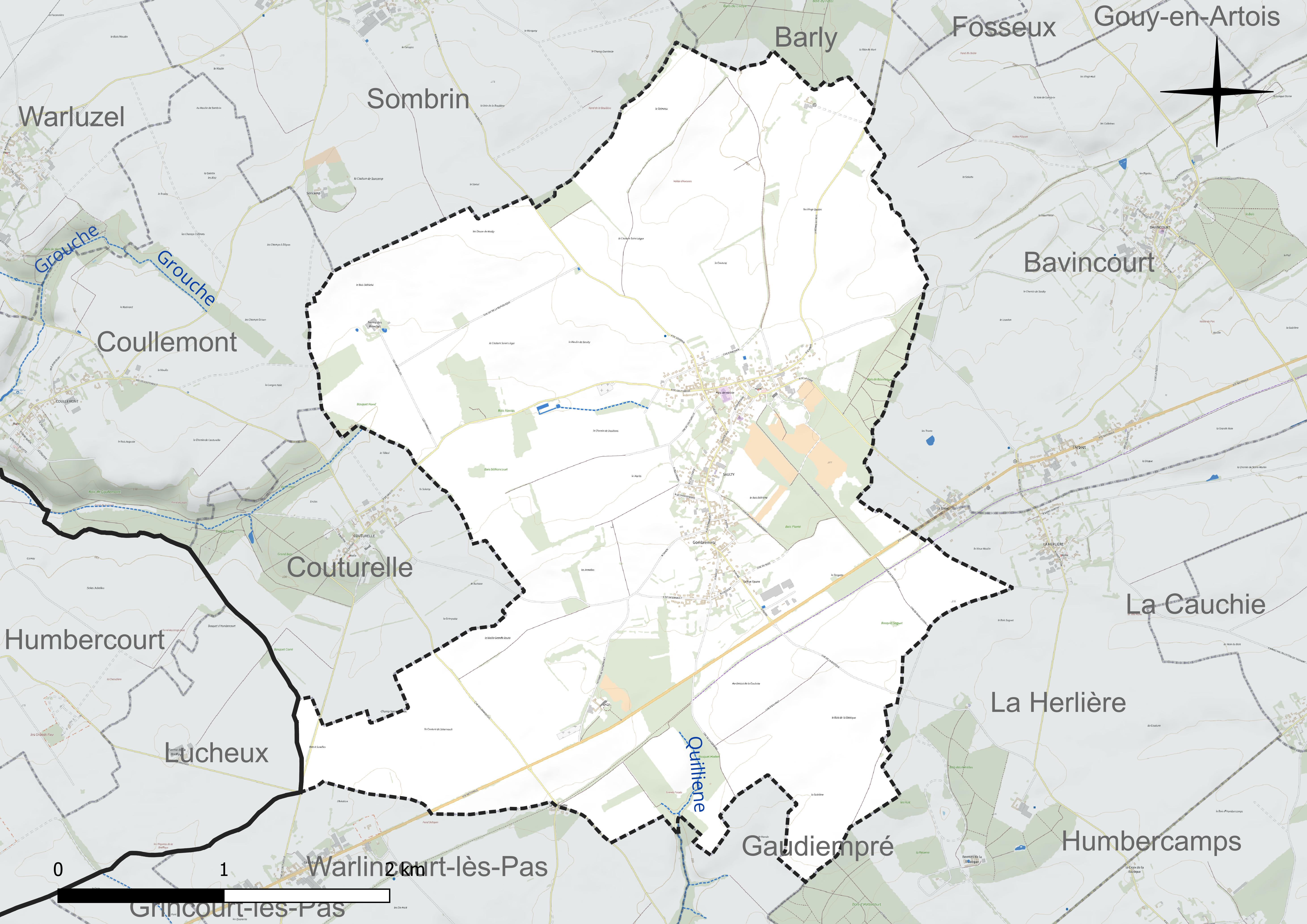
Réseau hydrographique de Saulty.

### Paysages
Pour un article plus général, voir Paysage en France.
La commune s'inscrit dans l'est du « paysage du val d’Authie » tel que défini dans l’atlas des paysages de la région Nord-Pas-de-Calais, conçu par la direction régionale de l'Environnement, de l'Aménagement et du Logement (DREAL),.
Ce paysage, qui concerne 83 communes, se délimite : au sud, dans le département de la  Somme par le « paysage de l’Authie et du Ponthieu, dépendant de l’atlas des paysages de la Picardie et au nord et à l’est par les paysages du Montreuillois, du Ternois et les paysages des plateaux cambrésiens et artésiens. Le caractère frontalier de la vallée de l’Authie, aujourd’hui entre le Pas-de-Calais et la Somme, remonte au Moyen Âge où elle séparait le royaume de France du royaume d’Espagne, au nord.
Son coteau Nord est net et escarpé alors que le coteau Sud offre des pentes plus douces. À l’Ouest, le fleuve s’ouvre sur la baie d'Authie, typique de l’estuaire picard, et se jette dans la Manche. Avec son vaste estuaire et les paysages des bas-champs, la baie d’Authie contraste avec les paysages plus verdoyants en amont.
L’Authie, entaille profonde du plateau artésien, a créé des entités écopaysagères prononcées avec un plateau calcaire dont l’altitude varie de 100  à   163 mètres qui s’étend de chaque côté du fleuve. L’altitude du plateau décline depuis le pays de Doullens, à l'est (point culminant à 163 m), vers les bas-champs picards, à l'ouest (moins de 40 m). Le fond de la vallée de l’Authie, quant à lui, est recouvert d’alluvions et de tourbes. L’Authie est un fleuve côtier classé comme cours d'eau de première catégorie où le peuplement piscicole dominant est constitué de salmonidés. L’occupation des sols des paysages de la Vallée de l’Authie est composée pour 70 % en culture.
Le paysage de la commune est constitué de légères ondulations typiques des plaines au sud d'Arras. Le village est constitué de deux parties qui rappellent le rattachement au cours du XXe siècle du lieu-dit de Gombremetz au village même : une partie haute, autour de l'église, du château et de la place publique, et une partie descendante, le long de la rue Principale, Gombremetz. Le bâti est assez étendu, suivant majoritairement un axe longitudinal qui aboutit à la place et autour duquel s'articulent plusieurs ruelles et axes mineurs vers les villages voisins. Le bâti et le tracé des rues est plus dense au nord du village, autour de la place publique notamment.
Le paysage, à l'égal des communes voisines, est marquée fortement par l'agriculture. Toutefois, il ne présente pas aussi catégoriquement les caractéristiques de l'openfield, comme aux alentours de la métropole arrageoise. Les bosquets et les bois sont assez nombreux, et le village, dans sa forme longitudinale, prend la forme d'un arc le long du flanc ouest du bois du château, un espace boisé de plusieurs dizaines d'hectares, aménagé en partie en vergers.

### Climat
Pour des articles plus généraux, voir Climat des Hauts-de-France et Climat du Pas-de-Calais.
En 2010, le climat de la commune est de type climat des marges montargnardes, selon une étude du CNRS s'appuyant sur une série de données couvrant la période 1971-2000. En 2020, Météo-France publie une typologie des climats de la France métropolitaine dans laquelle la commune est exposée à un climat océanique et est dans la région climatique Nord-est du bassin Parisien, caractérisée par un ensoleillement médiocre, une pluviométrie moyenne régulièrement répartie au cours de l’année et un hiver froid (3 °C).
Pour la période 1971-2000, la température annuelle moyenne est de 9,8 °C, avec une amplitude thermique annuelle de 14,1 °C. Le cumul annuel moyen de précipitations est de 882 mm, avec 12,7 jours de précipitations en janvier et 9,6 jours en juillet. Pour la période 1991-2020, la température moyenne annuelle observée sur la station météorologique installée sur la commune est de 10,4 °C et le cumul annuel moyen de précipitations est de 899,7 mm,. Pour l'avenir, les paramètres climatiques de la commune estimés pour 2050 selon différents scénarios d'émission de gaz à effet de serre sont consultables sur un site dédié publié par Météo-France en novembre 2022.
| Mois                                  | jan.             | fév.             | mars          | avril           | mai             | juin         | jui.           | août           | sep.          | oct.          | nov.          | déc.             | année      |
| ------------------------------------- | ---------------- | ---------------- | ------------- | --------------- | --------------- | ------------ | -------------- | -------------- | ------------- | ------------- | ------------- | ---------------- | ---------- |
| Température minimale moyenne (°C)     | 1,3              | 1,4              | 3,3           | 5,1             | 8               | 10,8         | 12,8           | 13,1           | 10,7          | 7,9           | 4,5           | 1,9              | 6,7        |
| Température moyenne (°C)              | 3,5              | 4                | 6,7           | 9,5             | 12,6            | 15,5         | 17,8           | 18             | 15            | 11,2          | 6,9           | 4                | 10,4       |
| Température maximale moyenne (°C)     | 5,7              | 6,5              | 10,1          | 13,9            | 17,2            | 20,2         | 22,9           | 23             | 19,4          | 14,5          | 9,4           | 6,2              | 14,1       |
| Record de froid (°C) date du record   | −13,6 01.01.1997 | −13,7 07.02.1991 | −9,9 04.03.05 | −3,8 02.04.1996 | −0,9 05.05.1996 | 1 02.06.1991 | 5,5 19.07.1989 | 5,2 05.08.1989 | 2,5 25.09.03  | −4,7 24.10.03 | −8 24.11.1998 | −13,2 29.12.1996 | −13,7 1991 |
| Record de chaleur (°C) date du record | 14,8 09.01.15    | 17,4 24.02.21    | 23,2 31.03.21 | 26,2 15.04.07   | 30,9 27.05.05   | 34 18.06.22  | 39,4 25.07.19  | 37,7 06.08.03  | 33,4 15.09.20 | 28,2 01.10.11 | 19,4 07.11.15 | 14,9 07.12.00    | 39,4 2019  |
| Précipitations (mm)                   | 79,1             | 69,4             | 69,7          | 53              | 66,6            | 71,5         | 77             | 81,3           | 67,3          | 78,6          | 85,1          | 101,1            | 899,7      |

### Milieux naturels et biodiversité

#### Zone naturelle d'intérêt écologique, faunistique et floristique
L’inventaire des zones naturelles d'intérêt écologique, faunistique et floristique (ZNIEFF) a pour objectif de réaliser une couverture des zones les plus intéressantes sur le plan écologique, essentiellement dans la perspective d’améliorer la connaissance du patrimoine naturel national et de fournir aux différents décideurs un outil d’aide à la prise en compte de l’environnement dans l’aménagement du territoire.
Le territoire communal comprend une ZNIEFF de type 1 : la vallée de la Quillienne, ses vallons adjacents et bois d'Orville, d’une superficie de 2 143 hectares et d'une altitude variant de 65  à   154 mètres. Cette vallée associe des influences thermophiles dans les lisières et sur les pelouses et un caractère psychrophile au niveau des forêts de ravins. Une partie du site est occupée par l’agriculture intensive.

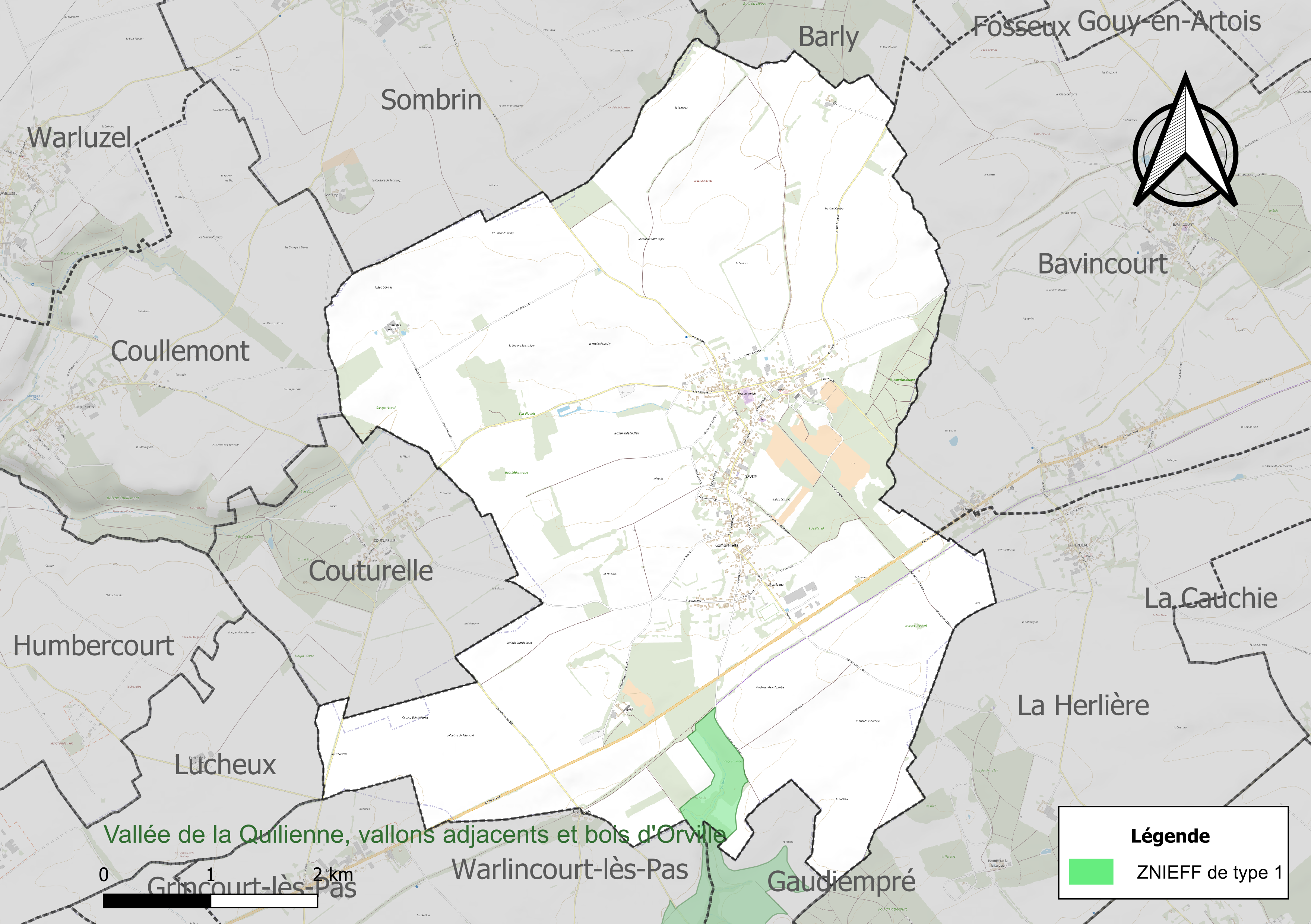
Carte de la ZNIEFF sur la commune.

## Urbanisme

### Typologie
Au 1er janvier 2024, Saulty est catégorisée commune rurale à habitat dispersé, selon la nouvelle grille communale de densité à sept niveaux définie par l'Insee en 2022.
Elle est située hors unité urbaine. Par ailleurs la commune fait partie de l'aire d'attraction d'Arras, dont elle est une commune de la couronne,. Cette aire, qui regroupe 163 communes, est catégorisée dans les aires de 50 000 à moins de 200 000 habitants,.

### Occupation des sols
L'occupation des sols de la commune, telle qu'elle ressort de la base de données européenne d’occupation biophysique des sols Corine Land Cover (CLC), est marquée par l'importance des territoires agricoles (90,6 % en 2018), une proportion sensiblement équivalente à celle de 1990 (91,1 %). La répartition détaillée en 2018 est la suivante : 
terres arables (79,6 %), prairies (8,6 %), zones urbanisées (5,4 %), forêts (4 %), zones agricoles hétérogènes (2,4 %). L'évolution de l’occupation des sols de la commune et de ses infrastructures peut être observée sur les différentes représentations cartographiques du territoire : la carte de Cassini (XVIIIe siècle), la carte d'état-major (1820-1866) et les cartes ou photos aériennes de l'IGN pour la période actuelle (1950 à aujourd'hui).

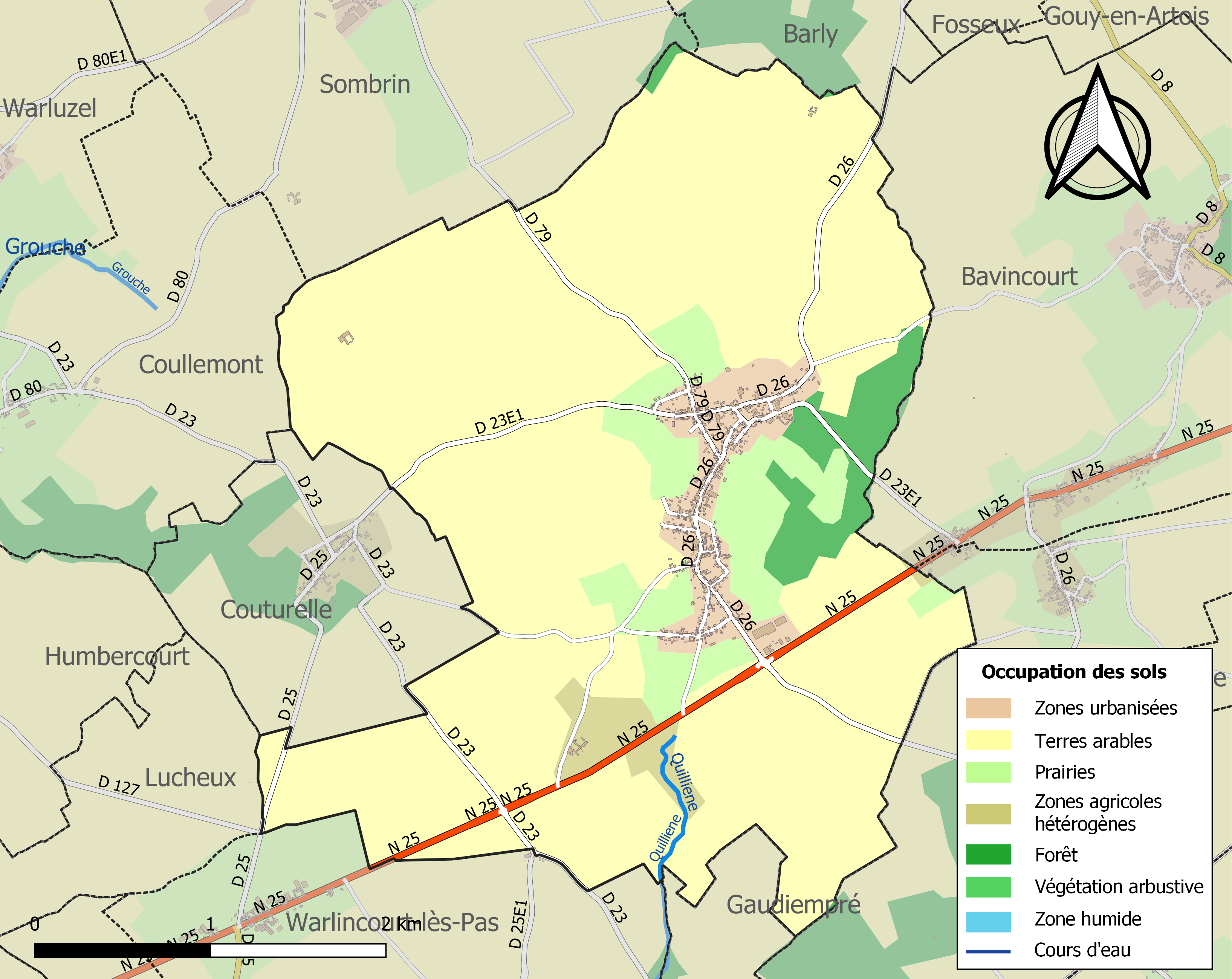
Carte des infrastructures et de l'occupation des sols de la commune en 2018 (CLC).

## Toponymie
Le nom de la localité est attesté sous les formes Salteium en 1022 ; Salteus en 1137 ; Salti en 1158 ; Sauti en 1207 ; Sauthi en 1291 ; Sauty en 1389 .
Le nom « saulty » viendrait du latin saltus qui désigne une zone boisée. Le territoire n'était pas cultivé et en partie consacré à l'utilisation directe par les paysans (cueillette, chasse des petits gibiers). Il se retrouve dans le gentilé de la commune : les Saltusiens.

## Histoire

### Moyen-Âge
La première propriétaire du lieu est l'abbaye de Saint-Vaast en 736, par le don que lui en fait le pape Grégoire III, possession confirmé par le pape Etienne III en 765. La paroisse de Saulty apparaîtrait aux XIe et XIIe siècles sur des domaines forestiers destinés à la chasse et appartenant à l'abbaye Saint-Vaast d'Arras.
Les premiers seigneurs connus du lieu sont les Caudron qui tiennent la seigneurie de Saulty, au moins depuis le XIIe siècle. Ce jusqu'au passage de la terre dans la famille de Beaussart. La châtellenie de Saulty passe rapidement aux mains de la famille des comtes puis princes d'Epinoy à partir de la seconde moitié du XIVe siècle. Les seigneurs primitifs de Saulty possèdent Saternault qui passe dans la seconde moitié du XIIIe siècle à la famille Daix. Les possesseurs de la terre de Saulty possèdent le château fort, situé au nord de la paroisse. Gombremetz suit le destin de Saulty, au seul détail prés qu'une partie de la seigneurie reste au mains des Caudron jusqu'au XVIIIe siècle. Le chœur de l'église Saint-Léger est reconstruit et consacré au XVIe siècle en style gothique.
Jean de Saulty combat et trouve la mort lors de la bataille d'Azincourt en 1415.
Au XIXe siècle, la famille Cavrois fait reconstruire le château de Saternault, au sud du village, tandis que les Crespel font construire sur le site de l'ancien château médiéval l'actuel château de Saulty.

### Période contemporaine
Pendant la Première Guerre mondiale, les châteaux sont transformés en hôpitaux militaires de campagne. L'armée britannique tient la position de Saulty, stratégique à cause du passage de la ligne d'Arras à Doullens à proximité. Le 29 mai 1915, arrivent sur la commune des soldats, qui, relevés du front, vont passer 15 jours  sur place pour reconstituer leurs forces (entre autres, intégration des renforts à la suite des pertes subies). Une série d'opérations de supports sont également menées dans les alentours de la commune en préparation de la bataille d'Arras du 9 avril 1917.
Pendant la Seconde Guerre mondiale, les troupes britanniques venues en renfort des Français engagés dans la bataille d'Arras de mai 1940 opèrent une diversion en attaquant les Allemands le long de la route nationale 25 à hauteur de Saulty.
La gare de L'Arbret-Saulty ferme dans les années 1970 et le déclin à l'échelle nationale du poids de l'activité agricole dans l'économie entraîne une déprise de la commune, située jusque dans les années 1990 hors de l'aire urbaine d'Arras.
Au XXIe siècle, le passage de Saulty dans une position de périurbanisation relance le dynamisme démographique de la commune, tandis que sa position de commune la plus peuplée dans le sud-est d'Arras entre Avesnes-le-Comte et Pas-en-Artois lui permet de surmonter la crise rurale, qui s'est illustrée par la fermeture des commerces de proximité entre 1970 et aujourd'hui, en intégrant à échelle locale les circuits du commerce mondialisé, notamment autour d'une production maraîchère destinée à l'exportation européenne.

## Politique et administration

### Découpage territorial
La commune se trouve dans l'arrondissement d'Arras du département du Pas-de-Calais.

#### Commune et intercommunalités
La commune est membre de la communauté de communes des Campagnes de l'Artois.

#### Circonscriptions administratives
La commune est rattachée au canton d'Avesnes-le-Comte.

#### Circonscriptions électorales
Pour l'élection des députés, la commune fait partie de la première circonscription du Pas-de-Calais.

### Élections municipales et communautaires

#### Liste des maires
| Période        | Période                    | Identité           | Étiquette | Qualité                         |
| -------------- | -------------------------- | ------------------ | --------- | ------------------------------- |
| 1969           | 1995                       | Pierre Dalle       |           |                                 |
| mars 1995      | 2001                       | Marc Turbant       |           |                                 |
| mars 2001      | 2007                       | Jean-Michel Sevin  |           |                                 |
| mars 2007      | 2008                       | Francis Bailly     |           |                                 |
| mars 2008      | 2020                       | Jean-Paul Lefebvre |           | Réélu pour le mandat 2014-2020, |
| 4 juillet 2020 | En cours (au 7 avril 2022) | Roland Descamps    |           | Ancien cadre,                   |

## Population et société

### Démographie

#### Évolution démographique
L'évolution du nombre d'habitants est connue à travers les recensements de la population effectués dans la commune depuis 1793. Pour les communes de moins de 10 000 habitants, une enquête de recensement portant sur toute la population est réalisée tous les cinq ans, les populations de référence des années intermédiaires étant quant à elles estimées par interpolation ou extrapolation. Pour la commune, le premier recensement exhaustif entrant dans le cadre du nouveau dispositif a été réalisé en 2004.

En 2022, la commune comptait 761 habitants, en évolution de +0,13 % par rapport à 2016 (Pas-de-Calais : −0,72 %, France hors Mayotte : +2,11 %).
| 1793 | 1800 | 1806 | 1821 | 1831 | 1836 | 1841 | 1846 | 1851 |
| ---- | ---- | ---- | ---- | ---- | ---- | ---- | ---- | ---- |
| 729  | 448  | 727  | 791  | 707  | 768  | 806  | 793  | 832  |

| 1856 | 1861 | 1866 | 1872 | 1876 | 1881 | 1886 | 1891 | 1896 |
| ---- | ---- | ---- | ---- | ---- | ---- | ---- | ---- | ---- |
| 831  | 793  | 755  | 723  | 750  | 768  | 809  | 790  | 748  |

| 1901 | 1906 | 1911 | 1921 | 1926 | 1931 | 1936 | 1946 | 1954 |
| ---- | ---- | ---- | ---- | ---- | ---- | ---- | ---- | ---- |
| 721  | 707  | 702  | 682  | 701  | 730  | 717  | 701  | 722  |

| 1962 | 1968 | 1975 | 1982 | 1990 | 1999 | 2004 | 2006 | 2009 |
| ---- | ---- | ---- | ---- | ---- | ---- | ---- | ---- | ---- |
| 775  | 731  | 684  | 648  | 666  | 625  | 664  | 682  | 704  |

| 2014 | 2019 | 2022 | - | - | - | - | - | - |
| ---- | ---- | ---- | - | - | - | - | - | - |
| 763  | 775  | 761  | - | - | - | - | - | - |

#### Pyramide des âges
En 2018, le taux de personnes d'un âge inférieur à 30 ans s'élève à 37,1 %, soit au-dessus de la moyenne départementale (36,7 %). À l'inverse, le taux de personnes d'âge supérieur à 60 ans est de 22,9 % la même année, alors qu'il est de 24,9 % au niveau départemental.
En 2018, la commune comptait 383 hommes pour 387 femmes, soit un taux de 50,26 % de femmes, légèrement inférieur au taux départemental (51,50 %).
Les pyramides des âges de la commune et du département s'établissent comme suit.
| Hommes | Classe d’âge | Femmes |
| ------ | ------------ | ------ |
| 1,0    | 90 ou +      | 2,1    |
| 4,9    | 75-89 ans    | 8,5    |
| 14,8   | 60-74 ans    | 14,4   |
| 18,7   | 45-59 ans    | 19,0   |
| 22,9   | 30-44 ans    | 19,5   |
| 15,8   | 15-29 ans    | 15,4   |
| 21,8   | 0-14 ans     | 21,3   |

| Hommes | Classe d’âge | Femmes |
| ------ | ------------ | ------ |
| 0,5    | 90 ou +      | 1,6    |
| 5,6    | 75-89 ans    | 8,9    |
| 16,7   | 60-74 ans    | 18,1   |
| 20,2   | 45-59 ans    | 19,2   |
| 18,9   | 30-44 ans    | 18,1   |
| 18,2   | 15-29 ans    | 16,2   |
| 19,9   | 0-14 ans     | 17,9   |

### Sports et loisirs

#### Pistes cyclables
La véloroute « La Voie verte », d'une longueur de 17 kilomètres, construite en 2011 sur une partie de l'ancienne ligne de Doullens à Arras, relie les communes de Dainville et Saulty en passant par Wailly, Beaumetz-lès-Loges, Basseux, Bailleulval, Bailleulmont, Bavincourt, La Herlière.

## Économie
La proximité de la route nationale 25 (qui passe à l'est du village et marque son entrée sud), axe majeur de transport entre Arras et Amiens, très empruntée par les transporteurs, est en partie la raison du dynamisme de la commune depuis au moins 2007, date à laquelle une zone artisanale est créée à l'entrée sud du village, offrant une centaine d'emplois ainsi que des opportunités commerciales pour les productions locales, notamment les fruits des vergers. Le gain d'attractivité se reflète dans la croissance démographique de la commune

## Culture locale et patrimoine

### Lieux et monuments
Le château de Saulty
Le château de Saulty date du XIIe siècle, mais la bâtisse actuelle est due à l'acquisition des ruines du château fort par l'industriel Louis Crespel au XIXe siècle, il fut l'un des précurseurs de l'industrie sucrière en France. En lieu et place du château fort dont il ne reste aucun vestige s'élève un édifice d'architecture néoclassique en pierre blanche à deux niveaux, composé d'un corps de bâtiment flanqué de deux petites ailes à travée unique, séparées du corps central par des chaînages à bossage et des charpentes indépendantes de la toiture principale. La façade sur le village est assez austère, tandis que la façade sur jardin présente un avant-corps central composé de trois travées, délimitées par des demi-colonnes corinthiennes d'ordre colossal soutenant un fronton orné et présentant une horloge en son centre. Au premier niveau de cet avant-corps, les baies sont en plein-cintre, tandis que les autres baies de la façade sont droites. Chacune des baies du premier niveau est surmontée d'un claveau saillant, tandis que les baies droites du second niveau sont surmontées d'une corniche reposant sur deux consoles, renforçant le caractère décoratif de la façade : de plus, les baies de l'avant-corps et des ailes au second niveau sont précédées de balcons à balustrade.
Il est encore habité et accueille de temps en temps des expositions. Crespel acheta les 47 hectares de terres autour du château. Ces derniers forment les vergers de Saulty, qui aujourd'hui sont consacrés à l'agriculture raisonnée de pommes et de poires, destinées  à la vente directe et à l'exportation. Le château assure également l'essentiel de l'accueil touristique de la commune en proposant des chambres d'hôtes.
Il est depuis 1947 la propriété de la famille Dalle.

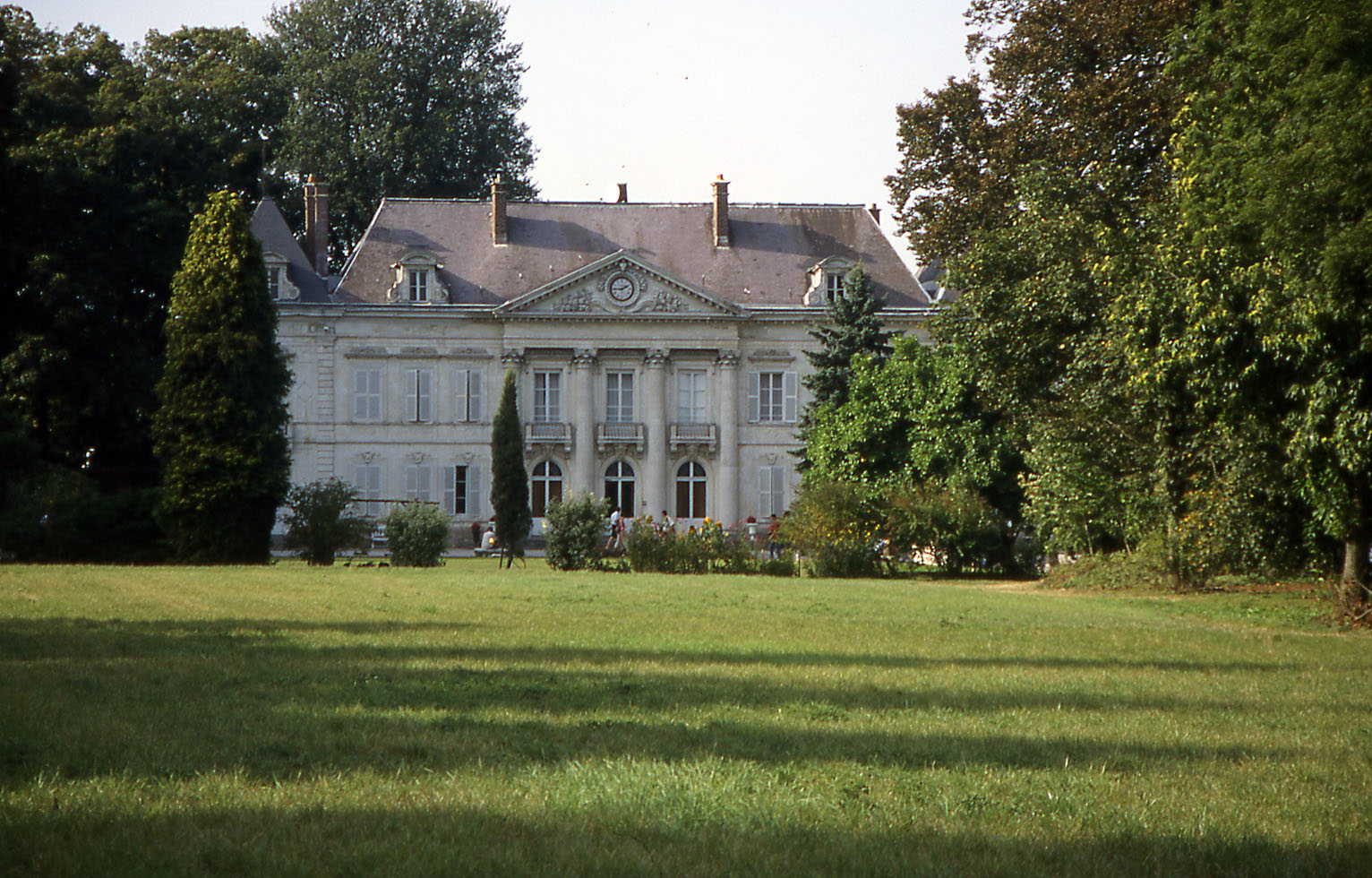
Le château.

La place et la mémoire des guerres mondiales
La place publique est un espace circulaire au nord du village, arboré, où se déroulent les événements majeurs de la commune. Sont disposés autour de la place publique le monument aux morts, la salle polyvalente, les bureaux de la mairie, la mairie et l'église Saint-Léger. Le monument aux morts, sur la place, élevé en mémoire des soldats morts pour la France, est en marbre de Carrare. Il a été inauguré le 18 juin 1922 en présence de l'évêque d'Arras monseigneur Julien. Il présente la particularité de représenter la Victoire sous les traits d'une Marianne, couronnant le soldat mourant, remarquable exaltation patriotique de la mère patrie dans le contexte d'après-guerre. La mairie abrite d'ailleurs dans une salle adjacente, visibles à tous, les restes d'un Spitfire abattu au-dessus de la commune le 1er décembre 1943 et qui ont été retrouvés enfouis dans un champ. Le pilote canadien s'est vu également dédier une stèle dans la rue principale.
L'église Saint-Léger
L'église du village, dédiée à saint Léger évêque d'Autun mort près de Lucheux en 678, date du XVIe siècle. Le vaisseau et le clocher-porche sont reconstruits au XVIIIe siècle après un incendie qui épargne uniquement le chœur de style gothique. L'état de détérioration avancé du monument est préoccupant sans toutefois présenter de risque notoire pour les usagers. Toutefois, la tribune surplombant la nef est interdite d'accès. La façade du clocher-porche massif de l'église, a été transformée en urgence en un mur de béton afin de sauver la tour d'un éventuel effondrement. Les éboulements dans les souterrains du sous-sol ont fragilisé la voûte d'époque du chœur. L'ancien presbytère a été rénové en 2006 et accueille des logements sociaux. En 2017, un legs de 175,000 euros perçu par la commune grâce à la générosité d'un ancien saltusien ouvre des perspectives pour la restauration du monument.
La chapelle Notre-Dame-de-Lourdes, bâtie au XIXe siècle, exactement entre 1840 et 1841 dans un style néogothique sous l'impulsion du maire de Bavincourt : la chapelle, à l'entrée du bois du château de Saulty, appartient en effet au territoire de Bavincourt-l'Arbret. Elle a été réalisée par l'architecte diocésain Alexandre Grigny. Une association locale défend la préservation et la mise en valeur de ce patrimoine unique dans le secteur, en organisant notamment aux 15 août une procession vers la chapelle. Elle est classée monument historique par arrêté ministériel depuis 1990.

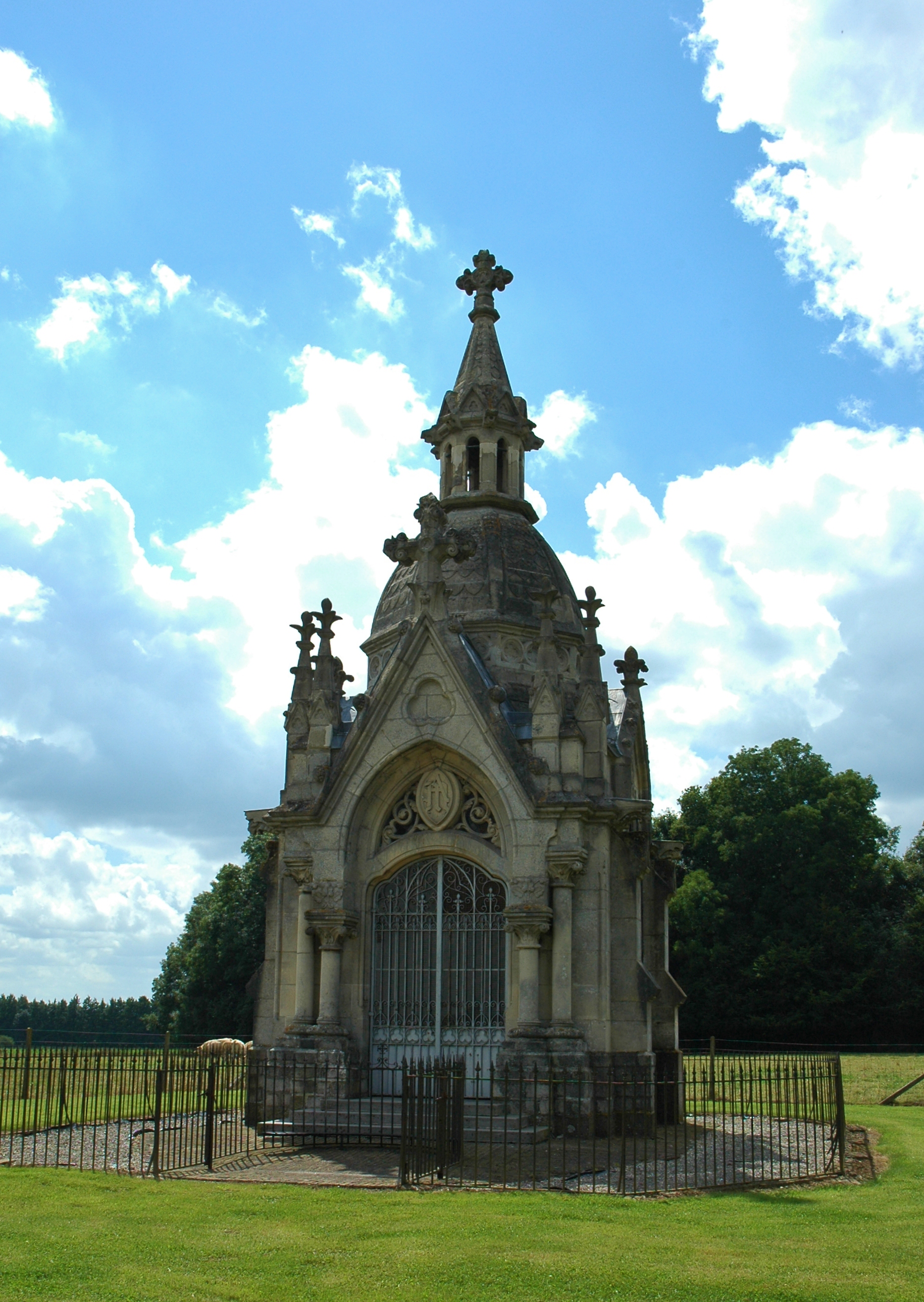
La chapelle Notre-Dame-de-Lourdes.

Les muches
Un réseau de muches a été découvert sous l'église Saint-Léger, mais à cause de plusieurs éboulements, elles sont interdites d'accès. Ces muches comportaient par ailleurs des accès sous quelques anciennes maisons du village. Ces souterrains, bâtis au XVIe siècle dans le contexte de troubles militaires au XVIe siècle entre François Ier et Charles Quint en Artois (Charles Quint finit par prendre possession de l'Artois qui reste aux mains des Habsbourg jusqu'au milieu du XVIIe siècle, comme cela peut se voir à Arras, avec les pignons des maisons de la place des Héros en style baroque hollandais) sont monnaie courante dans la région. Le parallèle peut être fait avec les muches sous les églises de Gouy-en-Artois et d'Avesnes-le-Comte par exemple.

### Personnalités liées à la commune
- Louis-Joseph Cavrois (1756-1833), général de brigade, né à Saulty.

### Héraldique
|  | Les armes de la commune se blasonnent ainsi : écartelé : au 1) et au 4) d'or à la croix ancrée de gueules, au 2) et 3) d'azur à sept besants d'or ordonnés 3, 3, 1. |

## Pour approfondir